# Antonio Fernós Isern

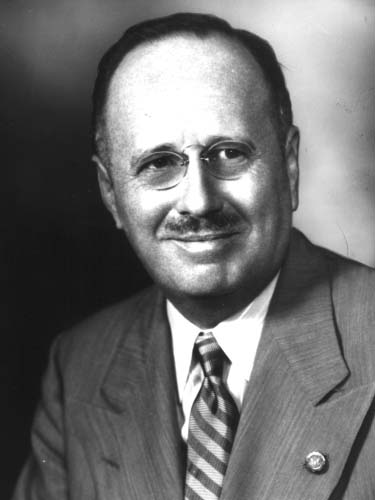
Antonio Fernós Isern

Antonio Fernós Isern (* 10. Mai 1895 in San Lorenzo; † 19. Januar 1974 in San Juan) war ein puerto-ricanischer Politiker. Zwischen 1946 und 1965 vertrat er Puerto Rico als Delegierter (Resident Commissioner) im Repräsentantenhaus der Vereinigten Staaten.

## Werdegang
Antonio Fernós Isern besuchte die öffentlichen Schulen und die High Schools in Puerto Rico. Danach absolvierte er die Pennsylvania State Normal School in Bloomsburg. Nach einem anschließenden Medizinstudium an der University of Maryland und seiner 1915 erfolgten Zulassung als Arzt begann er in Caguas, Puerto Rico in diesem Beruf zu arbeiten. Im Jahr 1919 war er Gesundheitsbeauftragter von Puerto Ricos Hauptstadt San Juan. In den Jahren 1920 und 1921 sowie zwischen 1923 und 1931 war er stellvertretender und von 1931 bis 1933 und von 1942 bis 1946 eigentlicher Gesundheitsminister von Puerto Rico. Von 1931 bis 1935 gehörte er auch der Fakultät der Public Health School of Tropical Medicine of Puerto Rico an. Politisch war er Mitglied der Partido Popular Democrático. Im Jahr 1940 bewarb er sich erfolglos um das Amt des Resident Commissioner. 1942 war er zur Zeit des Zweiten Weltkrieges Direktor der zivilen Verteidigung der Metropolgegend von Puerto Rico.
Nach dem Rücktritt des Kongressdelegierten Jesús T. Piñero wurde Fernós Isern vom Gouverneur Puerto Ricos zu dessen Nachfolger als nicht stimmberechtigter Delegierter im US-Repräsentantenhaus in Washington, D.C. ernannt, wo er am 11. September 1946 sein neues Mandat antrat. Nach vier Wiederwahlen konnte er bis zum 3. Januar 1965 im Kongress verbleiben; dort war er Mitglied der demokratischen Fraktion. Im Jahr 1964 verzichtete er auf eine weitere Kandidatur. Nach dem Ende seiner Zeit im US-Repräsentantenhaus saß Fernós Isern zwischen 1965 und 1969 im Senat von Puerto Rico. Er starb am 19. Januar 1974 in San Juan, wo er auch beigesetzt wurde.